# Лубкі (Сілезьке воєводство)
Лубкі (пол. Łubki, нім. Lubek) — село в Польщі, у гміні Зброславиці Тарноґурського повіту Сілезького воєводства.
Населення — 120 осіб (2011).
У 1975-1998 роках село належало до Катовицького воєводства.

## Демографія
Демографічна структура станом на 31 березня 2011 року:
|          | Загалом | Допрацездатний вік | Працездатний вік | Постпрацездатний вік |
| -------- | ------- | ------------------ | ---------------- | -------------------- |
| Чоловіки | 58      | 8                  | 42               | 8                    |
| Жінки    | 62      | 13                 | 35               | 14                   |
| Разом    | 120     | 21                 | 77               | 22                   |